# Ceconomy
Ceconomy est une entreprise allemande spécialisée dans la distribution de produits non-alimentaires, notamment dans l'électronique grand public, l'électroménager et la culture. Elle est issue en 2017, d'une scission de Metro, distributeur allemand.

## Histoire
En mars 2016, Metro annonce son intention de scinder ses activités de distributions de commerces électroniques comprenant Media Markt et Saturn, par rapport à ses activités dans le commerce alimentaire,. Cette scission est approuvée par la direction en février 2017.
En juillet 2017, Metro commence à être coté en deux sociétés distinctes : une division "gros et hypermarchés", gardant la marque Metro et une division "électronique grand public", prenant le nom de Ceconomy.
Le 26 juillet 2017, le groupe Artémis de la famille Pinault annonce la vente de ses 24,3 % d'actions dans Fnac Darty à Ceconomy pour 452 millions d'euros .
Fin août 2018, Ceconomy, premier actionnaire de Fnac Darty depuis l'été 2017, devait lancer une offre de rachat de 2,7 milliards d'euros sur Fnac Darty. Mais ses difficultés commerciales rencontrées durant l'été l'ont poussé à renoncer.
En décembre 2020, Ceconomy annonce l'acquisition de la participation de 21,67 % qu'il ne détenait pas dans Media-Saturn pour 815 millions d'euros, en échange ces actionnaires minoritaires, la famille Kellerhals, prennent une participation de 25,9 % dans Ceconomy.